# Myomorphi
Infra-ordre
Les Myomorphes sont un infra-ordre (Myomorphi) ou un sous-ordre (Myomorpha) qui comprend plus du quart des espèces de mammifères. Il s'agit surtout de rongeurs ressemblant à la souris, y compris les gerbilles, les rats, les souris et les campagnols. On les regroupe en fonction de la structure des joues et de la structure des molaires : leurs muscles masséters médial et latéral sont déplacés vers l'avant, les rendant aptes à ronger. Le masséter médial passe par la souche de l'œil, une situation unique parmi les mammifères.
La plupart des myomorphes appartenaient à la famille des Muridae.

## Synonymes
Myomorphi a pour synonymes :
- Myomorpha Brandt, 1855:152, 292
- Murida Carus, 1868:102
- Myodonta Schaub, 1955:1421
- Muromorpha Загороднюк (Zagorodnyuk), 2014:7

## Liste des sous-taxons
Ce taxon a été rétrogradé au rang d'infra-ordre en 2019 et regroupe les deux super-familles suivantes,,, :
- Dipodoidea Rafinesque, 1815
- Muroidea Illiger, 1811

Selon Mammal Species of the World (version 3, 2005)  (31 mai 2016) et ITIS (31 mai 2016) :
- super-famille Dipodoidea Fischer de Waldheim, 1817 
  - famille Dipodidae Fischer de Waldheim, 1817
- super-famille Muroidea Illiger, 1811 
  - famille Calomyscidae Vorontsov and Potapova, 1979
  - famille Cricetidae Fischer, 1817
  - famille Muridae Illiger, 1811
  - famille Nesomyidae Forsyth Major, 1897
  - famille Platacanthomyidae Alston, 1876
  - famille Spalacidae Gray, 1821

Selon NCBI (12 mai 2012) :
- sous-ordre Sciurognathi
  - non-classé Muroidea

Selon Paleobiology Database (12 mai 2012) :
- Alagomyidae
- Allomyidae
- Anomalomyidae
- Anomaluroidea
- Anomaluromorpha
- genre Apletotomeus
- Aplodontoidea
- Archetypomyidae
- genre Branisamys
- Castorimorpha
- Castoroidea
- Cricetopidae
- Ctenodactyloidea
- Ctenodactylomorpha
- Ctenohystrica
- Cylindrodontidae
- genre Downsimys
- genre Ectropomys
- genre Epeiromys
- genre Floresomys
- Geomyoidea
- Gliridae
- Glirimorpha
- Gliroidea
- genre Griphomys
- genre Heliscomys
- Ischyromyidae
- Ischyromyoidea
- genre Jimomys
- Laredomyidae
- genre Luribayomys
- genre Marfilomys
- Megacricetodontidae
- genre Meliakrouniomys
- Myodonta
- genre Pairomys
- Paramyidae
- Pedetoidea
- Petauristidae
- genre Pipestoneomys
- genre Prolapsus
- genre Pseudoparamys
- genre Quercymys
- Sciuravidae
- Sciuroidea
- Siphneidae
- Spalacoidea
- genre Texomys
- Theridomyoidea
- genre Zamoramys

## Évolution de la classification
Les familles de ce sous-ordre étaient :
Selon ITIS :
- Dipodidae G. Fischer, 1817 — des « rats sauteurs », dont les gerboises
- Geomyidae Bonaparte, 1845 - des « gaufres à poche »
- Heteromyidae Gray, 1868 - des « rats kangourous », etc.
- Muridae Illiger, 1815 — souris, campagnols et des rats...
- Myoxidae Gray, 1821 - loirs et lérots.

Les études récentes tendent à faire de la famille Muroidea une super-famille et à distinguer en réalité six familles.
De plus certaines familles qui appartenaient au sous-ordre Castorimorpha ont été placées dans les Myomorpha.
Enfin, la famille Myoxidae a été renommée Gliridae (à cause de son nom trop proche du genre Myoxus) et placé sous le sous-ordre Sciuromorpha.
Ce qui donne selon MSW :
- sous-ordre Myomorpha
  - super-famille Dipodoidea
    - famille Dipodidae — des « rats sauteurs », dont les gerboises

  - super-famille Muroidea
    - famille Calomyscidae - des hamsters souriciformes
    - famille Cricetidae - des campagnols, lemmings, hamsters et rats
    - famille Muridae — souris, campagnols et rats...
    - famille Nesomyidae
    - famille Platacanthomyidae - des loirs
    - famille Spalacidae - zokors, rats des bambous, rats-taupes
- sous-ordre Castorimorpha
  - famille Castoridae - castor
  - famille Geomyidae - gaufres à poche
  - famille Heteromyidae - rats kangourous et souris kangourous